# Antonio Toffanin
Antonio Toffanin (Battaglia Terme, 19 gennaio 1950) è un allenatore di calcio ed ex calciatore italiano, di ruolo attaccante.

## Carriera
Dopo gli esordi nei dilettanti con il Battaglia Terme con il quale nella stagione 1967-1968 ottiene la promozione in Prima Categoria, debutta in Serie B con la Reggiana nel 1968-1969, disputando 15 partite. Durante l'estate del 1969 partecipa con la Nazionale Under-21 alla tournée in Inghilterra disputando alcune gare. Nella stagione seguente fa il suo esordio in Serie A con la maglia del Bari il 14 settembre 1969 nella partita contro la Roma.
Termina il campionato 1969-1970 con dodici presenze all'attivo, e dopo un infortunio che lo blocca per cinque mesi passa al Matera in Serie C dove si ferma per cinque stagioni, collezionando in totale 122 presenze e segnando 29 reti. Durante la sua permanenza con i lucani c'è un intervallo in cui passa al Brindisi dove mette a segno due reti in sei gare giocate nella prima parte del campionato di Serie B 1972-1973, prima di rientrare al Matera. Successivamente milita per tre anni in Serie D con la maglia della Mestrina.
Ritorna al Battaglia Terme nella stagione 1980-1981 come giocatore; la stagione successiva è allenatore della prima squadra. Nella stagione 1982-1983 è sostituito nell'incarico di allenatore da Antonio Bolla, e rimane nel Battaglia come giocatore. Successivamente allena le giovanili e poi ritorna ad allenare la prima squadra.